# Стрелецкая (Чувашия)
Стреле́цкая (чув. Стрелецки) — деревня в Ядринском районе Чувашии. Административный центр Стрелецкого сельского поселения.

## История
Историческое название — выселок Городный. Образована в 1854 переселенцами — потомками бывших стрельцов Ядрина, выделенных в особую слободу рядом с городом.
В «Списке населённых мест Казанской губернии» за 1859 год упоминается как казённая слобода при колодцах в Ядринском уезде, в которой насчитывалось 58 дворов и проживало 422 человека.
В 1890 основана одноклассная земская школа, в начале XX века функционировало земское училище и кирпичный завод, в 1920-е годы школа 1-й ступени, 6 ветряных мельниц. В 1930 образован колхоз «Новый путь».

## Население
| 1858 | 1906 | 1926 | 1939 | 1979 | 2002 | 2010 | 2012 |
| ---- | ---- | ---- | ---- | ---- | ---- | ---- | ---- |
| 414  | 773  | 1041 | 873  | 806  | 677  | 700  | 718  |